# Marathon de Pyongyang
Le marathon de Pyongyang (en anglais : Pyongyang Marathon) connu également sous le nom de Mangyongdae Prize International Marathon est une course de marathon se déroulant tous les ans, en avril, dans les rues de Pyongyang, en Corée du Nord. Créée en 1981, l'épreuve est ouverte aux athlètes étrangers, sur invitation, depuis 2000. Depuis 2014, les concurrents amateurs étrangers sont également autorisés à participer à la compétition. 
Le marathon de Pyongyang a fait partie en 2014 du circuit international des IAAF Road Race Label Events, dans la catégorie des « Labels de bronze ».
Le départ et l'arrivée de la course se situent au stade Kim Il-sung.
Les records de l'épreuve appartiennent aux Nord-coréens Kim Jung-Won chez les hommes (2 h 10 min 50 s en 1996) et Jong Yong-Ok chez les femmes (2 h 26 min 2 s en 2007).

## Palmarès
Record de l'épreuve
| Édition | Date | Hommes                 | Pays             | Temps           | Femmes             | Pays             | Temps           |
| ------- | ---- | ---------------------- | ---------------- | --------------- | ------------------ | ---------------- | --------------- |
| 37e     | 2025 |                        |                  |                 |                    |                  |                 |
|         | 2024 | Annulé                 | Annulé           | Annulé          | Annulé             | Annulé           | Annulé          |
|         | 2023 | Annulé                 | Annulé           | Annulé          | Annulé             | Annulé           | Annulé          |
|         | 2022 | Annulé                 | Annulé           | Annulé          | Annulé             | Annulé           | Annulé          |
|         | 2021 | Annulé                 | Annulé           | Annulé          | Annulé             | Annulé           | Annulé          |
|         | 2020 | Annulé                 | Annulé           | Annulé          | Annulé             | Annulé           | Annulé          |
| 36e     | 2019 | Ri Kang-bom            | Corée du Nord    | 2 h 11 min 19 s | Ri Kwang-ok        | Corée du Nord    | 2 h 26 min 58 s |
| 35e     | 2018 | Ri Kang-bom            | Corée du Nord    | 2 h 12 min 53 s | Kim Hye-song       | Corée du Nord    | 2 h 27 min 31 s |
| 34e     | 2017 | Pakong-chol            | Corée du Nord    | 2 h 14 min 56 s | Jo Un-ok           | Corée du Nord    | 2 h 29 min 22 s |
| 33e     | 2016 | Pak Chol-gwang         | Corée du Nord    | 2 h 14 min 10 s | Kim Ji-hyang       | Corée du Nord    | 2 h 28 min 6 s  |
| 32e     | 2015 | Lee Yong-ho            | Corée du Nord    | 2 h 16 min 4 s  | Kim Hye-song       | Corée du Nord    | 2 h 29 min 12 s |
| 31e     | 2014 | Pakong-chol            | Corée du Nord    | 2 h 12 min 26 s | Kim Hye-gyong      | Corée du Nord    | 2 h 27 min 5 s  |
| 30e     | 2013 | Ketema Bekele Nigusse  | Éthiopie         | 2 h 11 min 4 s  | Kim Mi-gyong       | Corée du Nord    | 2 h 26 min 32 s |
| 29e     | 2012 | Oleksandr Matviychuk   | Ukraine          | 2 h 12 min 54 s | Kim Mi-gyong       | Corée du Nord    | 2 h 30 min 41 s |
| 28e     | 2011 | Oleg Marusin           | Russie           | 2 h 13 min 58 s | Ro Un-ok           | Corée du Nord    | 2 h 32 min 6 s  |
| 27e     | 2010 | Ivan Babaryka          | Ukraine          | 2 h 13 min 56 s | Kim Kum Ok         | Corée du Nord    | 2 h 27 min 34 s |
| 26e     | 2009 | Wang Zemin             | Chine            | 2 h 14 min 21 s | Pyo Un-suk         | Corée du Nord    | 2 h 28 min 34 s |
| 25e     | 2008 | Pakong-chol            | Corée du Nord    | 2 h 14 min 22 s | Pyo Un-suk         | Corée du Nord    | 2 h 28 min 39 s |
| 24e     | 2007 | Pakong-chol            | Corée du Nord    | 2 h 12 min 41 s | Jong Yong-ok       | Corée du Nord    | 2 h 26 min 2 s  |
| 23e     | 2006 | Li Gyong-chol          | Corée du Nord    | 2 h 13 min 15 s | Jo Bun-hui         | Corée du Nord    | 2 h 27 min 22 s |
| 22e     | 2005 | Li Gyong-chol          | Corée du Nord    | 2 h 11 min 36 s | Ham Bong-sil       | Corée du Nord    | 2 h 31 min 46 s |
| 21e     | 2004 | Morris Mureithi Mwangi | Kenya            | 2 h 16 min 41 s | Ohong-suk          | Corée du Nord    | 2 h 36 min 10 s |
| 20e     | 2003 | Jong Myong-chol        | Corée du Nord    | 2 h 15 min 5 s  | Ham Bong-sil       | Corée du Nord    | 2 h 27 min 48 s |
| 19e     | 2002 | Zacharia Mpolokeng     | Afrique du Sud   | 2 h 15 min 5 s  | Ham Bong-sil       | Corée du Nord    | 2 h 26 min 23 s |
| 18e     | 2001 | Kim Jung-won           | Corée du Nord    | 2 h 11 min 48 s | Jong Yong-ok       | Corée du Nord    | 2 h 28 min 32 s |
| 17e     | 2000 | Nelson Ndereva Njeru   | Kenya            | 2 h 11 min 5 s  | Kim Chang-ok       | Corée du Nord    | 2 h 31 min 28 s |
| 16e     | 1999 | Inconnu                | Inconnu          | Inconnu         | Inconnu            | Inconnu          | Inconnu         |
| 15e     | 1998 | Inconnu                | Inconnu          | Inconnu         | Inconnu            | Inconnu          | Inconnu         |
| 14e     | 1997 | Inconnu                | Inconnu          | Inconnu         | Inconnu            | Inconnu          | Inconnu         |
| 13e     | 1996 | Kim Jung-won           | Corée du Nord    | 2 h 10 min 50 s | Hong Myong-hui     | Corée du Nord    | 2 h 27 min 2 s  |
| 12e     | 1995 | Inconnu                | Inconnu          | Inconnu         | Mun Gyong-ae       | Corée du Nord    | 2 h 30 min 37 s |
| 11e     | 1994 | Inconnu                | Inconnu          | Inconnu         | Inconnu            | Inconnu          | Inconnu         |
| 10e     | 1993 | Inconnu                | Inconnu          | Inconnu         | Inconnu            | Inconnu          | Inconnu         |
| 9e      | 1992 | Inconnu                | Inconnu          | Inconnu         | Mun Gyong-ae       | Corée du Nord    | 2 h 38 min 44 s |
|         | 1991 | Non disputé            | Non disputé      | Non disputé     | Non disputé        | Non disputé      | Non disputé     |
|         | 1990 | Non disputé            | Non disputé      | Non disputé     | Non disputé        | Non disputé      | Non disputé     |
| 8e      | 1989 | Choe Chol-ho           | Corée du Nord    | 2 h 15 min 27 s | Mun Gyong-ae       | Corée du Nord    | 2 h 33 min 48 s |
| 7e      | 1988 | Cho Hui-bok            | Corée du Nord    | 2 h 14 min 33 s | Madina Biktagirova | Union soviétique | 2 h 38 min 0 s  |
|         | 1987 | Non disputé            | Non disputé      | Non disputé     | Non disputé        | Non disputé      | Non disputé     |
| 6e      | 1986 | Sergey Krestyaninov    | Union soviétique | 2 h 14 min 19 s | Elena Murgoci      | Roumanie         | 2 h 37 min 11 s |
| 5e      | 1985 | Choe Il-sop            | Corée du Nord    | 2 h 13 min 25 s | Tatyana Bultot     | Union soviétique | 2 h 35 min 36 s |
| 4e      | 1984 | Dmitriy Feostikov      | Union soviétique | 2 h 14 min 36 s | Nadezhda Tishkova  | Union soviétique | 2 h 40 min 34 s |
| 3e      | 1983 | Inconnu                | Inconnu          | Inconnu         | Non disputé        | Non disputé      | Non disputé     |
| 2e      | 1982 | Lee Jong-hyong         | Corée du Nord    | 2 h 15 min 17 s | Non disputé        | Non disputé      | Non disputé     |
| 1re     | 1981 | Inconnu                | Inconnu          | 2 h 17 min 18 s | Non disputé        | Non disputé      | Non disputé     |